# Jules Cluzel
Jules Cluzel (Montluçon, 12 ottobre 1988) è un pilota motociclistico francese ritiratosi dall'attività agonistica.
Il suo numero di gara è sempre stato il 16, eccetto che nel 2005 quando scelse l'89.

## Carriera

### Primi anni nel Motomondiale

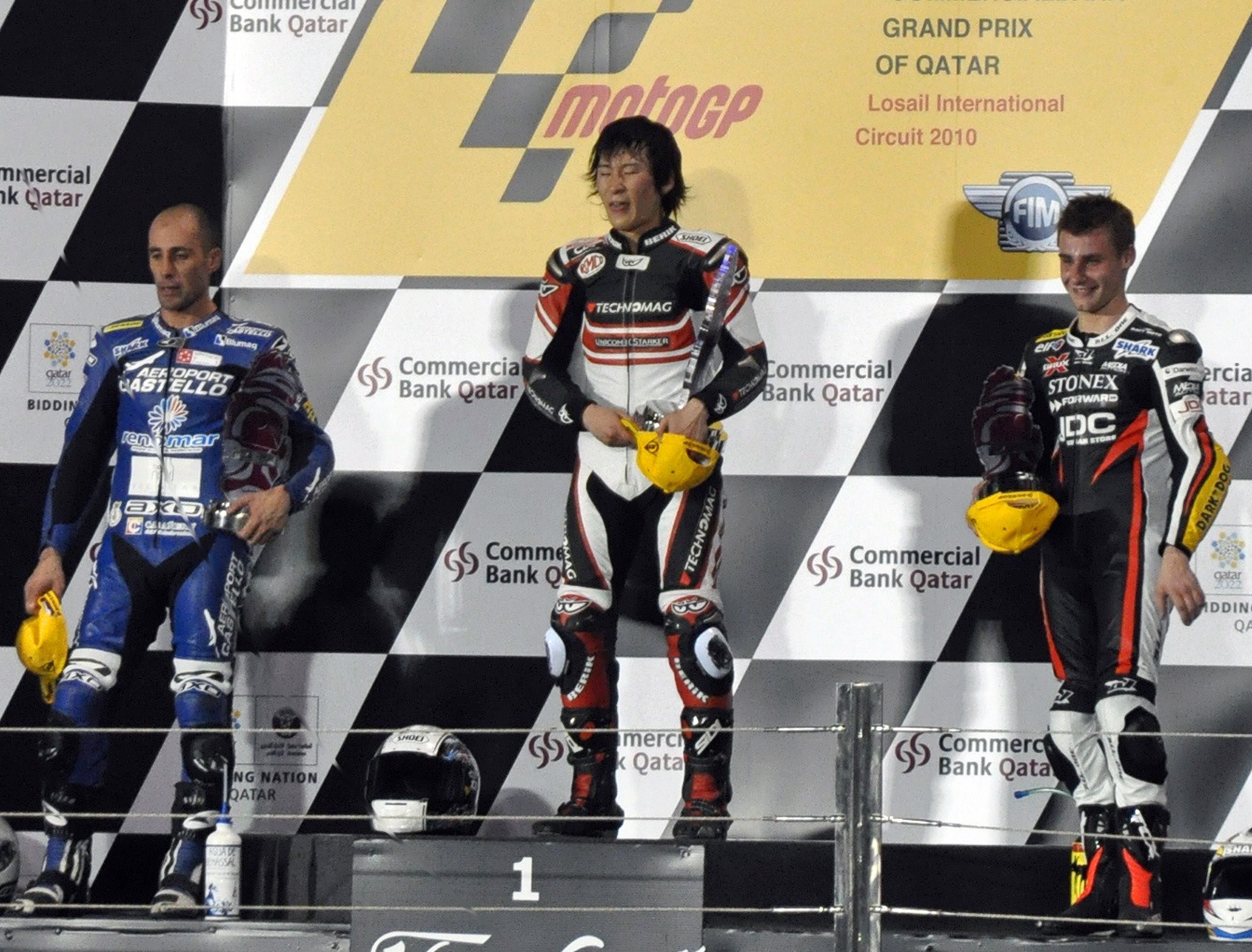
Cluzel (destra) sul terzo gradino del podio nel GP del Qatar Moto2 2010.

Esordisce nella classe 125 del motomondiale nel 2005 come wildcard nel Gran Premio casalingo con una Honda RS 125 R. Nelle ultime due gare della stagione viene ingaggiato dal team Malaguti Reparto Corse al posto di Michele Pirro, con compagno di squadra Gioele Pellino. Non ottiene punti. Nella stessa stagione partecipa, in qualità di pilota wild card senza punti, al Gran Premio del Mugello nel Campionato Italiano 125 GP classificandosi secondo.
Nel 2006 passa alla classe 250 nel team Equipe GP De France - Scrab con una Aprilia RSV 250, con compagno di squadra Sylvain Guintoli, terminando la stagione al 20º posto con 15 punti. Nel 2007 resta alla guida della stessa motocicletta e passa al team Angaia Racing, concludendo al 21º posto con 19 punti. Nel 2008 torna nella 125, ingaggiato dal team Loncin Racing, con compagno di squadra Alexis Masbou, ma il pilota francese non riesce ad ottenere punti. In questa stagione è stato costretto a saltare i GP di Cina e Francia a causa della frattura dello scafoide sinistro rimediata nelle qualifiche del GP di Cina.

### Moto2
Nel 2009 torna in 250, ingaggiato dal team Matteoni Racing, ottenendo un secondo posto in Qatar e terminando la stagione 12º con 82 punti. In questa stagione è stato costretto a saltare il GP di Francia a causa di una frattura alla clavicola destra rimediata nelle prove libere del GP. Nel 2010 passa al team Forward Racing alla guida di una Suter MMX nella nuova classe Moto2, il compagno di squadra è Claudio Corti. Ottiene la sua prima vittoria nel motomondiale in Gran Bretagna e un terzo posto in Qatar, chiudendo la stagione al 7º posto con 106 punti. Nel 2011 resta nello stesso team, questa volta con compagno di squadra Alex Baldolini. Ottiene come miglior risultato un quarto posto in Gran Bretagna e termina la stagione al 21º posto con 41 punti.

### Le derivate: vice-campione Supersport e la parentesi Superbike
Nel 2012 passa a correre nel campionato mondiale Supersport, alla guida della Honda CBR600RR del team PTR Honda, il compagno di squadra è Ronan Quarmby. Ottiene quattro vittorie (Monza, Silverstone, Portimão e Magny-Cours), tre secondi posti (Misano, Mosca e Nürburgring), un terzo posto a Donington e quattro pole position (Donington, Aragona, Silverstone e Nürburgring) e conclude la stagione al 2º posto con 210 punti.

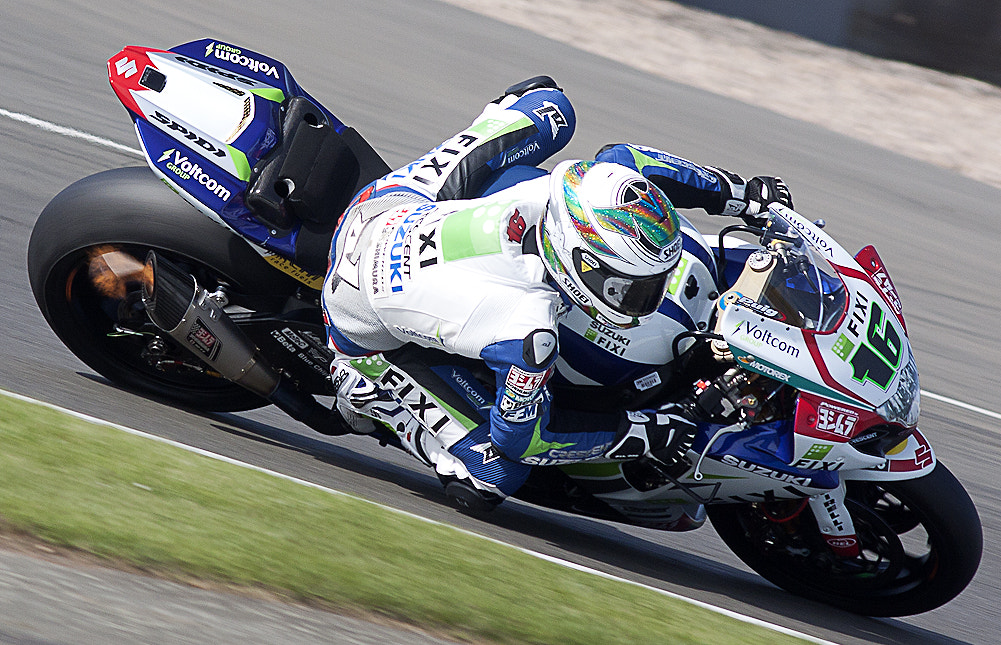
Cluzel con Suzuki in Superbike nel 2013.

Nel 2013 si trasferisce nel mondiale Superbike, in sella ad una Suzuki GSX-R1000 del team Fixi Crescent Suzuki, conclude la stagione al decimo posto con 175 punti all'attivo, con un secondo posto in gara due del gran premio di Gran Bretagna a Silverstone quale unico piazzamento a podio.

### Il triennio con MV Agusta e il titolo sfiorato
Nel 2014 torna nel campionato mondiale Supersport, guidando una MV Agusta F3 675, chiude la stagione al secondo posto in classifica con 148 punti, frutto di tre vittorie (Phillip Island, Misano e Magny-Cours) due secondi e due terzi posti, oltre che a cinque pole position. Nel 2015 rimane nel mondiale Supersport con lo stesso team della stagione precedente, il compagno di squadra è l'italiano Lorenzo Zanetti. È costretto a saltare gli ultimi tre appuntamenti del campionato in seguito ad una frattura alla tibia sinistra e ad una lussazione della spalla destra, causati da una caduta nella seconda sessione di prove del Gran Premio di Spagna a Jerez. Fino ad allora era in lizza per il titolo con Kenan Sofuoğlu. Viene sostituito dalla MV Agusta con lo spagnolo Nicolás Terol. I punti ottenuti nelle prime nove gare gli permettono comunque di chiudere la stagione al quarto posto con 155 punti all'attivo, frutto di tre vittorie e quattro secondi posti.
Nel 2016 inizia la terza stagione consecutiva nel mondiale Supersport con il team MV Agusta Reparto Corse. Conquista due vittorie in questa stagione, in Thailandia a Buriram e nel Gran Premio di casa a Magny Cours. Chiude la stagione al secondo posto in classifica piloti. 

### Ultime stagioni con Yamaha
Nel 2017 è nuovamente pilota titolare nel campionato mondiale Supersport ma cambia team, si sposta infatti al CIA Landlord Insurance Honda dove guida la Honda CBR600RR, motocicletta che aveva già utilizzato nella stagione 2012. Chiude la stagione al terzo posto con centocinquantacinque punti ottenuti. Nel 2018 si trasferisce nel team NERDS Racing, che gli affida una Yamaha YZF-R6 nel mondiale Supersport. Il compagno di squadra, in questa stagione è l'austriaco Thomas Gradinger. In questa stagione risulta essere il pilota più vincente nei singoli Gran Premi. Chiude la stagione al terzo posto in classifica piloti. Nel 2019 passa al team GMT94 Yamaha, il compagno di squadra, in questo frangente, è Corentin Perolari. In questa stagione porta a termine tutte le gare in calendario ottenendo sempre punti, ottiene tre vittorie e sei piazzamenti a podio complessivi chiudendo al terzo posto in classifica.
Nel 2020 è nuovamente pilota titolare nel mondiale Supersport, con lo stesso team e compagno di squadra della stagione precedente. Durante la gara 2 del gran premio di Teruel, mentre Cluzel era in prima posizione seguito dal pilota italiano Raffaele De Rosa, venne tamponato da quest'ultimo che provocò la caduta di entrambi. Nell'incidente Cluzel si fratturò tibia e perone dalla gamba sinistra. Cluzel, dopo essere stato sostituito in squadra da Kyle Smith, rientra per l'ultimo evento stagionale in cui chiude entrambe le gare a punti. Termina la stagione, dopo aver conquistato sette piazzamenti a podio, al quarto posto in classifica piloti. Nel 2021 inizia il terzo anno consecutivo con GMT94, il compagno di squadra ad inizio stagione è Federico Caricasulo. Pur saltando il Gran Premio del Montmelò per infortunio, riesce a classificarsi di nuovo quarto ottenendo nove piazzamenti a podio di cui quattro vittorie.
Nel 2022, quarto anno con GMT94, sale sul podio classificandosi secondo al Gran Premio di Francia e chiude al decimo posto. Durante l'ultimo evento stagionale rende nota la decisione di concludere la carriera agonistica.

## Risultati in gara

### Motomondiale
| 2005 | Classe | Moto             |  |  |  |     |  |  |  |    |  |  |  |  |  |  |  |    |     |  | Punti | Pos. |
| ---- | ------ | ---------------- |  |  |  | --- |  |  |  | -- |  |  |  |  |  |  |  | -- | --- |  | ----- | ---- |
| 2005 | 125    | Honda e Malaguti |  |  |  | Rit |  |  |  | NE |  |  |  |  |  |  |  | 22 | Rit |  | 0     |      |

| 2006 | Classe | Moto    |     |     |    |    |     |     |    |     |    |    |    |     |    |    |    |     |     |  | Punti | Pos. |
| ---- | ------ | ------- | --- | --- | -- | -- | --- | --- | -- | --- | -- | -- | -- | --- | -- | -- | -- | --- | --- |  | ----- | ---- |
| 2006 | 250    | Aprilia | Rit | Rit | 16 | 18 | Rit | Rit | 13 | Rit | 14 | 18 | NE | Rit | 10 | 12 | 17 | Rit | Rit |  | 15    | 20º  |

| 2007 | Classe | Moto    |    |    |     |    |     |    |    |     |    |    |    |    |    |    |    |    |    |     | Punti | Pos. |
| ---- | ------ | ------- | -- | -- | --- | -- | --- | -- | -- | --- | -- | -- | -- | -- | -- | -- | -- | -- | -- | --- | ----- | ---- |
| 2007 | 250    | Aprilia | 16 | 16 | Rit | 16 | Rit | 19 | 13 | Rit | 20 | 15 | NE | 18 | 11 | 13 | 13 | 12 | 19 | Rit | 19    | 21º  |

| 2008 | Classe | Moto   |     |    |     |    |  |    |    |    |    |     |    |    |    |    |     |     |    |    | Punti | Pos. |
| ---- | ------ | ------ | --- | -- | --- | -- |  | -- | -- | -- | -- | --- | -- | -- | -- | -- | --- | --- | -- | -- | ----- | ---- |
| 2008 | 125    | Loncin | Rit | 17 | Rit | NP |  | 23 | 20 | 16 | 18 | Rit | NE | 24 | 16 | 16 | Rit | Rit | 16 | 19 | 0     |      |

| 2009 | Classe | Moto    |   |     |   |    |     |    |     |    |    |    |   |     |   |   |   |     |     |  | Punti | Pos. |
| ---- | ------ | ------- | - | --- | - | -- | --- | -- | --- | -- | -- | -- | - | --- | - | - | - | --- | --- |  | ----- | ---- |
| 2009 | 250    | Aprilia | 2 | Rit | 8 | NP | Rit | 11 | Rit | NE | 14 | 11 | 8 | Rit | 6 | 5 | 4 | Rit | Rit |  | 82    | 12º  |

| 2010 | Classe | Moto  |   |    |     |     |   |   |    |    |    |   |     |   |   |    |   |    |    |    | Punti | Pos. |
| ---- | ------ | ----- | - | -- | --- | --- | - | - | -- | -- | -- | - | --- | - | - | -- | - | -- | -- | -- | ----- | ---- |
| 2010 | Moto2  | Suter | 3 | 11 | Rit | Rit | 1 | 7 | 14 | 12 | NE | 4 | Rit | 6 | 6 | 16 | 9 | 23 | 17 | 11 | 106   | 7º   |

| 2011 | Classe | Moto  |   |     |     |    |    |   |     |    |   |    |     |    |     |     |    |     |    |    | Punti | Pos. |
| ---- | ------ | ----- | - | --- | --- | -- | -- | - | --- | -- | - | -- | --- | -- | --- | --- | -- | --- | -- | -- | ----- | ---- |
| 2011 | Moto2  | Suter | 7 | Rit | Rit | 11 | 23 | 4 | Rit | 15 | 9 | NE | Rit | 16 | Rit | Rit | 16 | Rit | 13 | 13 | 41    | 21º  |

| Legenda | 1º posto        | 2º posto            | 3º posto            | A punti      | Senza punti        | Grassetto – Pole position Corsivo – Giro più veloce |
| Legenda | Gara non valida | Non qual./Non part. | Ritirato/Non class. | Squalificato | '-' Dato non disp. | Grassetto – Pole position Corsivo – Giro più veloce |

### Campionato mondiale Supersport
| 2012 | Moto  |   |     |   |   |   |   |     |   |   |   |   |   |   |  |  |  |  |  |  |  |  |  |  |  | Punti | Pos. |
| ---- | ----- | - | --- | - | - | - | - | --- | - | - | - | - | - | - |  |  |  |  |  |  |  |  |  |  |  | ----- | ---- |
| 2012 | Honda | 4 | Rit | 6 | 1 | 3 | 2 | Rit | 5 | 1 | 2 | 2 | 1 | 1 |  |  |  |  |  |  |  |  |  |  |  | 210   | 2º   |

| 2014 | Moto      |   |     |   |    |   |   |   |     |     |   |   |  |  |  |  |  |  |  |  |  |  |  |  |  | Punti | Pos. |
| ---- | --------- | - | --- | - | -- | - | - | - | --- | --- | - | - |  |  |  |  |  |  |  |  |  |  |  |  |  | ----- | ---- |
| 2014 | MV Agusta | 1 | Rit | 3 | 15 | 2 | 2 | 1 | Rit | Rit | 1 | 3 |  |  |  |  |  |  |  |  |  |  |  |  |  | 148   | 2º   |

| 2015 | Moto      |   |     |     |   |   |   |   |   |   |     |     |     |  |  |  |  |  |  |  |  |  |  |  |  | Punti | Pos. |
| ---- | --------- | - | --- | --- | - | - | - | - | - | - | --- | --- | --- |  |  |  |  |  |  |  |  |  |  |  |  | ----- | ---- |
| 2015 | MV Agusta | 1 | Rit | Rit | 2 | 2 | 2 | 1 | 1 | 2 | Inf | Inf | Inf |  |  |  |  |  |  |  |  |  |  |  |  | 155   | 4º   |

| 2016 | Moto      |    |   |   |    |   |   |   |     |   |   |   |   |  |  |  |  |  |  |  |  |  |  |  |  | Punti | Pos. |
| ---- | --------- | -- | - | - | -- | - | - | - | --- | - | - | - | - |  |  |  |  |  |  |  |  |  |  |  |  | ----- | ---- |
| 2016 | MV Agusta | 17 | 1 | 4 | 18 | 2 | 7 | 8 | Rit | 3 | 1 | 6 | 3 |  |  |  |  |  |  |  |  |  |  |  |  | 142   | 2º   |

| 2017 | Moto  |     |     |   |   |   |   |   |   |   |   |   |   |  |  |  |  |  |  |  |  |  |  |  |  | Punti | Pos. |
| ---- | ----- | --- | --- | - | - | - | - | - | - | - | - | - | - |  |  |  |  |  |  |  |  |  |  |  |  | ----- | ---- |
| 2017 | Honda | Rit | Rit | 4 | 3 | 6 | 3 | 2 | 4 | 3 | 5 | 2 | 2 |  |  |  |  |  |  |  |  |  |  |  |  | 155   | 3º   |

| 2018 | Moto   |   |     |   |   |   |   |   |   |     |   |   |     |  |  |  |  |  |  |  |  |  |  |  |  | Punti | Pos. |
| ---- | ------ | - | --- | - | - | - | - | - | - | --- | - | - | --- |  |  |  |  |  |  |  |  |  |  |  |  | ----- | ---- |
| 2018 | Yamaha | 7 | Rit | 3 | 1 | 1 | 2 | 1 | 4 | Rit | 1 | 1 | Rit |  |  |  |  |  |  |  |  |  |  |  |  | 183   | 3º   |

| 2019 | Moto   |   |   |   |   |   |   |   |   |   |   |   |   |  |  |  |  |  |  |  |  |  |  |  |  | Punti | Pos. |
| ---- | ------ | - | - | - | - | - | - | - | - | - | - | - | - |  |  |  |  |  |  |  |  |  |  |  |  | ----- | ---- |
| 2019 | Yamaha | 2 | 1 | 5 | 4 | 7 | 3 | 4 | 1 | 4 | 6 | 1 | 2 |  |  |  |  |  |  |  |  |  |  |  |  | 200   | 3º   |

| 2020 | Moto   |   |   |   |   |   |   |   |   |     |     |     |     |     |   |   |  |  |  |  |  |  |  |  |  | Punti | Pos. |
| ---- | ------ | - | - | - | - | - | - | - | - | --- | --- | --- | --- | --- | - | - |  |  |  |  |  |  |  |  |  | ----- | ---- |
| 2020 | Yamaha | 2 | 2 | 2 | 6 | 2 | 2 | 2 | 3 | Rit | Inf | Inf | Inf | Inf | 9 | 9 |  |  |  |  |  |  |  |  |  | 160   | 4º   |

| 2021 | Moto   |     |   |   |    |   |   |   |   |   |     |   |   |   |     |     |     |    |    |   |   |   |   |   |   | Punti | Pos. |
| ---- | ------ | --- | - | - | -- | - | - | - | - | - | --- | - | - | - | --- | --- | --- | -- | -- | - | - | - | - | - | - | ----- | ---- |
| 2021 | Yamaha | Rit | 3 | 3 | 12 | 4 | 3 | 4 | 4 | 7 | Rit | 4 | 5 | 3 | Rit | Inf | Inf | AN | 10 | 1 | 2 | 1 | 1 | 4 | 1 | 279   | 4º   |

| 2022 | Moto   |    |   |   |     |     |     |   |   |     |    |     |     |    |   |   |    |   |   |   |   |   |    |     |    | Punti | Pos. |
| ---- | ------ | -- | - | - | --- | --- | --- | - | - | --- | -- | --- | --- | -- | - | - | -- | - | - | - | - | - | -- | --- | -- | ----- | ---- |
| 2022 | Yamaha | 19 | 6 | 4 | Rit | Rit | Rit | 7 | 9 | Rit | NP | Inf | Inf | 10 | 2 | 8 | 15 | 7 | 6 | 6 | 6 | 8 | 10 | Rit | 11 | 132   | 10º  |

| Legenda | 1º posto        | 2º posto            | 3º posto           | A punti      | Senza punti        | Grassetto – Pole position Corsivo – Giro più veloce |
| Legenda | Gara non valida | Non qual./Non part. | Ritirato/Non class | Squalificato | '-' Dato non disp. | Grassetto – Pole position Corsivo – Giro più veloce |

### Campionato mondiale Superbike
| 2013 | Moto   |    |   |   |   |   |     |    |     |   |   |   |   |     |    |    |    |   |   |   |    |   |   |   |   |     |    |    |   | Punti | Pos. |
| ---- | ------ | -- | - | - | - | - | --- | -- | --- | - | - | - | - | --- | -- | -- | -- | - | - | - | -- | - | - | - | - | --- | -- | -- | - | ----- | ---- |
| 2013 | Suzuki | 11 | 7 | 6 | 7 | 8 | Rit | 17 | Rit | 9 | 9 | 8 | 7 | Rit | 11 | 10 | AN | 6 | 2 | 8 | 14 | 7 | 7 | 7 | 6 | Rit | 14 | 11 | 8 | 175   | 10º  |

| Legenda | 1º posto        | 2º posto            | 3º posto           | A punti      | Senza punti        | Grassetto – Pole position Corsivo – Giro più veloce |
| Legenda | Gara non valida | Non qual./Non part. | Ritirato/Non class | Squalificato | '-' Dato non disp. | Grassetto – Pole position Corsivo – Giro più veloce |